# Delage Type AE
Der Delage Type AE war ein frühes Personenkraftwagenmodell der französischen Marke Delage.

## Beschreibung
Delage bot das Modell nur 1910 an. Vorgänger war der Delage Type M. Eine Typprüfung durch die nationale Zulassungsbehörde ist nicht bekannt, was darauf hindeutet, dass darauf verzichtet werden konnte, weil mit dem Delage Type AC bereits ein Modell mit diesem Radstand und einem Motor ähnlicher Größe geprüft war.
Ein Vierzylindermotor von De Dion-Bouton trieb die Fahrzeuge an. Er hatte 66 mm Bohrung und 100 mm Hub. Das ergab 1368 cm³ Hubraum. Der Motor war mit 10 Cheval fiscal eingestuft. Die Motorleistung ist nicht überliefert, dürfte aber wie im Type M mit dem gleichen Motor bei etwa 13,5 PS gelegen haben.
Das Fahrgestell hatte 1280 mm Spurweite und 2750 mm Radstand. Karosserien waren als Torpedo mit vier Sitzen ausgeführt.
Delage Type AB, Type AC, Type AD, Type AE und Type AH hatten ein ähnliches oder sogar identisches Fahrgestell. Der Hauptunterschied lag im verwendeten Motor.

## Stückzahlen und überlebende Fahrzeuge
Peter Jacobs vom Delage Register of Great Britain erstellte im Oktober 2006 eine Übersicht über Produktionszahlen und die Anzahl von Fahrzeugen, die noch existieren. Seine Angaben zu den Bauzeiten weichen in einigen Fällen von den Angaben der Buchautoren ab. Stückzahlen zu den Modellen vor dem Ersten Weltkrieg sind unbekannt. Für dieses Modell bestätigt er die Bauzeit 1910. Ein Fahrzeug existiert noch.